# D. J. Chark
(en) Statistiques sur pro-football-reference
Darrell Chark Jr., souvent appelé D. J. Chark, (né le 23 septembre 1996 à Alexandria en Louisiane) est un sportif professionnel américain de football américain jouant au poste de wide receiver dans la National Football League (NFL) depuis la saison 2018, actuellement chez les Chargers de Los Angeles.
Sélectionné en 61e rang lors du deuxième tour de la draft 2018 de la NFL par la franchise des Jaguars de Jacksonville, il y reste quatre saisons avant de rejoindre les Lions de Détroit en 2022, les Jaguars de Jacksonville en 2023 et les Chargers en 2024.
Il obtient une sélection au Pro Bowl 2020 au terme de la saison 2019.
Au niveau universitaire, il a joué pour les Tigers de l'université d'État de Louisiane dans la NCAA Division I FBS où il est surnommé The Flash.

## Biographie

### Carrière universitaire
Il intègre en 2014 l'Université d'État de Louisiane où il joue pour leur équipe des Tigers. Très peu utilisé lors de ses deux premières saisons universitaires, c'est à partir de la saison 2016 qu'il est réellement utilisé comme receveur sur le terrain. Il réussit 26 réceptions pour un gain cumulé de 466 yards et 3 touchdowns. Reconnu pour sa rapidité, il est également utilisé occasionnellement lors des jeux de course en gagnant 122 yards et en inscrivant 2 touchdowns supplémentaires. La saison suivante, il est le meilleur receveur des Tigers avec 874 yards.
Il participe au Senior Bowl 2018 avec l'équipe du Sud et attire l'attention des recruteurs de la NFL en effectuant 5 réceptions pour 160 yards, dont un touchdown de 75 yards.

### Carrière professionnelle

#### Draft
Chark est sélectionné en 61e choix global lors du deuxième tour de la draft 2018 de la NFL par la franchise des Jaguars de Jacksonville.

#### Jaguars de Jacksonville
Lors de sa première saison professionnelle, Chark est principalement utilisé dans les équipes spéciales et comme joueur remplaçant en attaque. En 11 matchs, il totalise 14 réceptions pour un gain cumulé de 174 yards.
Il est titularisé pour la première fois lors du premier match de la saison 2019 contre les Chiefs de Kansas City. Il réussit 4 réceptions pour un gain de 146 yards et inscrit le premier touchdown de sa carrière. Il termine la saison avec 73 réceptions pour un gain total de 1 008 yards et 8 touchdowns. Il est sélectionné pour le Pro Bowl 2020 à l'issue de la saison en remplacement de Tyreek Hill.
En 2020, lors du match contre les Bengals en 4e semaine, Chark effectue 8 réceptions pour un gain de 95 yards et 2 touchdowns (défaite 25 à 33). En 9e semaine contre les Texans, il réussit 7 réceptions pour 146 yards dont un de 73 yards malgré la défaite 25 à 27. Il termine la saison 2020 avec 53 réceptions pour 706 yards et 5 touchdowns.
Le 8 août 2021, il est annoncé qu'il doit être opéré pour réparer un doigt cassé mais il est rétabli pour le début de saison et dispute les quatre premiers matchs. Il se fracture la cheville lors du match en 4e semaine contre les Bengals au cours du premier quart temps (défaite 21 à 24. Il est placé sur la liste des blessés le 4 octobre 2021 et ne joue plus de la saison. En quatre matchs, il a totalisé sept réceptions pour 154 yards et deux touchdowns. Au terme de ses quatre années à Jacksonville, Chark était classé dans le top 10 de l'histoire de la franchise des Jaguars en termes de touchdowns inscrits (7e à égalité), de yards gagnés en réceptions (5e) et de matchs avec un gain de plus de 100 yards (7e à égalité).

#### Lions de Détroit
Le 17 mars 2022, Chark signe un contrat d'un an pour un montant de 10 millions de $ avec les Lions de Détroit,. Il se blesse à la cheville lors du match de la 3e semaine et rate les deux matchs suivants. Il est placé sur la liste des blessés le 22 octobre 2022 et est réactivé le 19 novembre.
Fin de saison, il totalise 502 yards en 11 matchs soit la troisième performance de son équipe derrière Amon-Ra St. Brown et Kalif Raymond (en).

#### Panthers de la Caroline
Le 24 mars 2023, Chark signe un contrat d'un an avec les Panthers de la Caroline.
En 16e semaine lors de la défaite 30 à 33 contre les Packers de Green Bay, Chark réalise la meilleure performance de sa saison avec 6 réceptions pour 98 yards et 2 touchdowns à la suite de passes du quarterback Bryce Young.

#### Chargers de Los Angeles
Le 6 mai 2024, Chark s'engage avec les Chargers de Los Angeles qui entament un nouveau cycle avec l'arrivée du nouvel entraîneur principal Jim Harbaugh
Chark est placé sur la liste des blessés le 6 septembre à la suite d'une blessure à la hanche.

## Statistiques
| Année       | Équipe        | Statut      | MJ |     | Passes réceptionnées | Passes réceptionnées | Passes réceptionnées | Passes réceptionnées |       | Courses | Courses | Courses | Courses |
| Année       | Équipe        | Statut      | MJ | Nb. | Yards                | Moy.                 | TD                   | Nb.                  | Yards | Moy.    | TD      |         |         |
| 2014        | Tigers de LSU | Fr.         | 06 | 0   | 0                    | 00,0                 | 0                    | 0                    | 0     | 00,0    | 0       |         |         |
| 2015        | Tigers de LSU | So.         | 05 | 0   | 0                    | 00,0                 | 0                    | 02                   | 086   | 43,0    | 1       |         |         |
| 2016        | Tigers de LSU | Jr.         | 12 | 26  | 466                  | 17,9                 | 3                    | 12                   | 122   | 10,2    | 2       |         |         |
| 2017        | Tigers de LSU | Sr.         | 12 | 40  | 874                  | 21,9                 | 3                    | 12                   | 063   | 05,3    | 1       |         |         |
| Totaux NCAA | Totaux NCAA   | Totaux NCAA | 35 | 66  | 1 340                | 20,3                 | 6                    | 26                   | 271   | 10,4    | 4       |         |         |

| Année      | Équipe                  | MJ |                 | Passes réceptionnées | Passes réceptionnées | Passes réceptionnées | Passes réceptionnées |                 | Courses         | Courses         | Courses | Courses |  | Fumbles | Fumbles |
| Année      | Équipe                  | MJ | Nb.             | Yards                | Moy.                 | TD                   | Nb.                  | Yards           | Moy.            | TD              | Nb.     | Perdus  |  |         |         |
| 2018       | Jaguars de Jacksonville | 11 | 14              | 0 174                | 12,4                 | 0                    | -                    | -               | -               | -               | 1       | 1       |  |         |         |
| 2019       | Jaguars de Jacksonville | 15 | 73              | 1 008                | 13,8                 | 8                    | 2                    | 20              | 10,0            | 0               | 0       | 0       |  |         |         |
| 2020       | Jaguars de Jacksonville | 13 | 53              | 0 706                | 13,3                 | 5                    | -                    | -               | -               | -               | 0       | 0       |  |         |         |
| 2021       | Jaguars de Jacksonville | 04 | 07              | 0 154                | 22,0                 | 2                    | -                    | -               | -               | -               | 0       | 0       |  |         |         |
| 2022       | Lions de Détroit        | 11 | 30              | 0 502                | 16,7                 | 3                    | -                    | -               | -               | -               | 0       | 0       |  |         |         |
| 2023       | Panthers de la Caroline | 15 | 35              | 0 525                | 15,0                 | 5                    | -                    | -               | -               | -               | 2       | 1       |  |         |         |
| 2024       | Chargers de Los Angeles | ?  | Saison en cours | Saison en cours      | Saison en cours      | Saison en cours      | Saison en cours      | Saison en cours | Saison en cours | Saison en cours | ?       | ?       |  |         |         |
| Totaux NFL | Totaux NFL              | 69 | 212             | 3 069                | 14,5                 | 23                   | 2                    | 20              | 10,0            | 0               | 3       | 2       |  |         |         |